# VIVA
A VIVA (korábban Z+ és VIVA+) a VIVA Media AG zenei televíziócsatornája volt, amely 1997 és 2017 között működött. Magyarországon kívül elérhető volt Németországban, Lengyelországban, Ausztriában, Svájcban és az Egyesült Királyságban is. 2005 és 2014 között megrendezte saját díjátadóját, a VIVA Cometet, majd 2016-ban az RTL Magyarországgal közösen rendezték meg, 2017-ben a csatorna megszűnése miatt - immár egyedül - az RTL Magyarország rendezte meg.
A csatorna hangja 2003-tól 2006-ig István Dániel, 2006-tól 2008-ig Pálmai Szabolcs, 2008-tól 2012-ig ismeretlen, 2012-től 2017-ig Herrer Sára volt, aki a csatorna megszűnése után újraindult MTV-nek a hangja is volt. Egyes műsorajánlók VJ-k hangjával is készültek.

## Története

### Z+
A csatornát az HBO Central Europe (2012 óta HBO Europe) indította útjára 1997. június 27-én Z+ néven, egy évvel az első magyar zenetévé, a Top TV 1996-os megszűnése után, Kovács Ákos Ilyenek voltunk című klipjével.
2001 februárjában az adót megvette a német VIVA Media AG, mely a német VIVA TV nemzetközi terjeszkedésének egyik fázisa a magyarországi piacra lépése volt. Miután befutott csatorna lett és a fiatalok körében magas nézettségre tett szert, illetve a reklámok bevétele is fedezte a működést, 2001 májusában bevezették a napi 24 órás műsoridőt. Az ezredfordulón elindult egyéni digitális műholdas sugárzás újabb teret adott a csatornáknak. Több műsorvezető is ennél a csatornánál kezdte így Sebestyén Balázs és Lilu is, a válogatáson kifejezetten érdekes egyéniségeket, pályakezdő fiatalokat kerestek. A VIVA Media AG-t 2004-ben megvásárolta a konkurens Music Television-t is működtető Viacom.

### VIVA+
2001. június 4-én a Z+-t VIVA+-ra nevezték át. A VIVA+ elnevezés egyben elkülönítés akart lenni az 1993 decemberében indult német VIVA-tól, ugyanis a német verzió ebben az időben a magyar kábeltévék csomagjában megtalálható volt.

### VIVA
2002. január 7-én elindult a német VIVA Plus (a VIVA Zwei helyén), így a magyar változat nevét 2003. január 27-én lerövidítették VIVA-ra. Ezzel egy időben kivonult a német VIVA a magyar kábelhálózatokról (a névduplikáció elkerülése végett).
A csatorna logója mindvégig négy háromszögből állt, amelyek közül az első és a harmadik fejjel lefelé, míg a második és a negyedik talpon állva volt látható, kezdetben kék (a második háromszög sárga) színben, lekerekített sarkokkal. Viva+ idejében áttetsző volt a kék lekerekített háromszögek belseje (úgy mint a 90-es években a német változaté), a sárga háromszög és a + jel teljes kitöltésű volt. 2003-ban (a csatorna átnevezésekor) váltottak át a teljes kitöltésű változatra. A kék-sárga változat idején a csatorna ötször váltott arculatot.
2009. június 22-én a magyar és a lengyel változatok átvették azt az arculatot, ami Németországban 2004-ben került bevezetésre, a német verziós szürke logó csak az inzerteknél volt látható. Ekkortól kezdve az on-screen logó színátmenetes lett, négyféle változata volt (zöld, lila, barna és fehér), és ezzel a második háromszög körvonalas lett. 2011 első felében az arculatról lekerültek a "Reklám" és az "Ajánló" feliratok, és a jobb alsó sarokban "VIVAKEPESLAP.HU" volt kiírva.
2010. július 15-én átkerült a cseh médiahatóság felügyelete alá, így a korhatárkarikák eltűntek.
2012. április 2-án átvette a német verzió arculatát (amely 2011. január 1-jén debütált), ezzel eltűnt a 9 évig használt, lekerekített háromszögekből álló logó, helyette az egyenes, szögletes sarkú háromszögek jöttek, illetve a második háromszög kinézete nem különbözött a többitől (nem volt sem körvonalas, sem eltérő színű).
2016. április 1-től folyamatosan felváltotta egy saját készítésű új arculat (ehhez kapcsolódott a #vivatv hashtag is).
2017. október 3-án megszűnt és beleolvadt az ekkor újraindított magyar MTV-be, a csatorna helyét pedig a Comedy Central Family vette át, amellyel együtt az eredeti nyelven, magyar felirattal működő Comedy Central Extra is kivonult. Megszűnését azzal indokolták, hogy az MTV népszerűségét szeretnék erősíteni a továbbiakban. A műsorok megszűnése után az ingyenes német MTV növelni tudta részesedését, viszont nem éri el a Viva korábbi részesedési értékét.
A csatorna először Magyarországon szűnt meg, majd 2 héttel rá, október 17-én követte a lengyel változat, helyét az MTV Music vette át, ami 2020 márciusában megszűnt, és felváltotta a hasonló tematikájú, de nemzetközi sugárzású MTV Music 24. 2018. január 31-én Nagy-Britanniában szűnt meg, először a februári hónapban az MTV Love, majd március 1-jén az MTV OMG vette át a helyét, ami 2020. július 20-án szintén megszűnt. Az utolsó változatok a német, az osztrák és a svájci voltak, amik 2018. december 31-én szűntek meg.

## Korábbi műsorvezetők és video jockey-k (VJ)
- Vadon János VJ Vadon (1997-1999)
- Rákay Philip VJ Philip (1997-2002)
- Nyul Zsuzsa VJ Zsu (1997-2003)
- Sebestyén Balázs VJ Balázs (1997-2003)
- Lázár Bettina VJ Betti (1998-1999)
- Nagy Sándor VJ Alex (1998-2000)
- Animal Cannibals (1999-2002)
- Kovalcsik Ildikó VJ Lilu (1999-2004)
- Barkóczi János Fecske Fater (2007-2008)
- Gyárfás Dorka VJ Dorka (2000-2002)
- Piringer Patrícia VJ Patrícia (2002-2006)
- Bánszki László VJ Timo (2002-2006)
- Simor Olivér VJ Olivér (2003-2006)
- Steiner Kristóf VJ Kristóf (2003-2008)
- Kiss Orsolya VJ Kisó (2003-2009)
- Pintér Adrienn VJ Ada (2003–2010)
- Sári Éva VJ Évi (2006-2007)
- Ujvári Zoltán Szilveszter VJ Zola (2006–2011)
- Istenes Bence VJ Ben (2008–2010)
- Iszak Eszter VJ Eszti (2010–2017)
- Buza Márton VJ Marci (2011-2015)
- Miskovits Marci (RandomMarci) (2011–2016)
- Meruk Marcell VJ Marcell (2012-2013)

## Logói

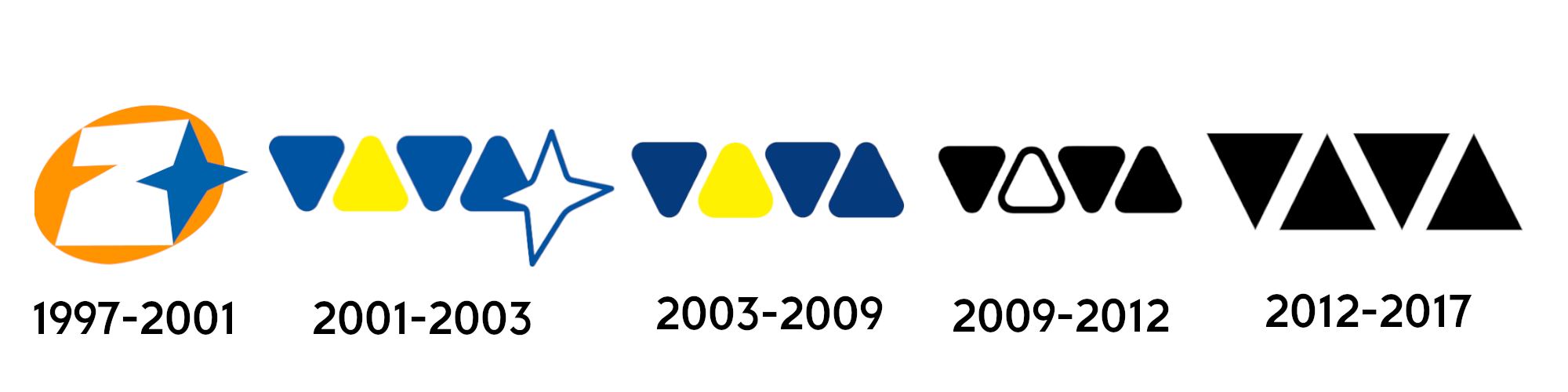
A csatorna logói 1997-től 2017-ig

## Műsorok

### Utolsó műsorok a megszűnés előtt
- Szép Napot! (korábban VIVA Vekker, Ebredj velem! majd újra VIVA Vekker) (a csatorna reggeli műsora 6-tól 7 óráig; VJ: nincs)
- Night Sounds (korábban Mixer) (éjszakai zenés műsor; VJ: nincs)
- Helyi Hősök (korábban Hazai Pálya) (hazai előadók klipjei; VJ: nincs)
- Chart (korábban Ranglista) (szerda: online, csütörtök: magyar, péntek: dance; VJ: nincs)
- VIVA Base (VJ: nincs)
- VIVA Chart Show (a VIVA saját slágerlistája, melynek rendezési alapja, az, hogy az adott héten hányszor játszottak le egy klipet, illetve Magyarország meghatározó tévés slágerlistája.) Állandó műsorvezető:VJ Eszti
- VIVA Hot & Fresh (korábban VIVA Fresh) (a legfrissebb klipek; VJ: nincs)
- Top 5/10 (egy előadó köré épülő toplista; VJ: nincs)
- Hack VIVA (egy néző által összeállított klipműsor; VJ: nincs)
- Bekérdezel (VJ: Eszti)
- VIVA Beatz  (A VIVA Beatz egy órájában a slágerlisták éllovasainak klipjei vannak összemixelve; VJ: nincs)
- VIVA GIRLPOWER (korábban Viva Girls) (klipek lányoknak; VJ: nincs)
- Club Crazy (VJ: nincs)
- VIVA Backstage
- Pump it Up (VJ: nincs)

### Korábbi műsorok
- Egytől három (egy-egy előadótól egymás után három klip; VJ: nincs)
- Megálló (a csatorna kívánságműsora; VJ Marci, VJ Eszti)
- Hőálló megálló (nyári kívánságműsor; VJ Marci, VJ Eszti)
- Randikommandó (minden egyes műsorban egy-egy lányt készítenek fel a randijára; VJ: nincs)
- Tízpróba
- Tükröm, tükröm  (divat-, haj-, smink- és életmódtippek nőknek; VJ Eszti)
- VIVA Horoszkóp (VJ: nincs)
- Meztelen Igazság (Szexi kérdések, sikamlós válaszok. Ask FM-en felteheted azokat a kérdéseket, amikre választ akarsz kapni, de senkinek nem mered elmondani - mi kivesézzük a témákat!; VJ Marci)
- Interaktív (a csatorna egyik fő műsora volt, a hírességekkel beszélgettek aktuális dalaikról, videiklipjeikről, élményeikről és egyéb fiatalokat foglalkoztató témákról; VJ: mindenki)
- 10 év klipjei (az elmúlt 10 év klipjeit visszanéző műsor; VJ: nincs)
- Akkor és most (a múlt és a jelen találkozása; VJ: nincs)
- Club Chart (európai elektronikus zenék listája; VJ: nincs)
- Club Rotation (az ország legjobb bulijainak közvetítése; VJ: Zola, Balázs, Évi, Eszti)
- Fent és lent (a VIVA honlapján a nézők szavazatai alapján "menő" és "nem menő" klipek bejátszása; VJ: nincs)
- Frenetikus Fanta Randi (a Randikommandó stábja segítségével elkészül az álomrandi; VJ: nincs)
- Mizújs (VJ: Lilu)
- Napi Top 10/21 (a honlapon leadott szavazatokat figyelembe vevő ranglista; VJ: nincs)
- Szerelemteszt (VJ: nincs)
- Szexi vagy nem? (afféle "szépségverseny"; VJ: Zola)
- Sztárok testközelben (sztárokkal foglalkozó műsor; VJ: nincs)
- Stopper (Beletelefonnálós műsor; VJ: nincs)
- Shibuya (tehetségkutató karaoke-műsor; VJ: Évi)
- Táncreakció (Tehetségkutató táncműsor; VJ: Ada, Kisó)
- Tekercs (a csatorna 1997-es indulása óta történt emlékezetes felvételeket nézhetjük meg; VJ: Ben, Zola)
- Tetkómánia (VJ: nincs)
- Te vagy a rendező! (A VIVA nézők szavaznak az Interaktívban minden nap a Ki? Kivel? Hol? Mit csinál? kérdésre és hétvégén levetítik)
- Ütött az órád (egy néző által összeállított TOP10 lista; VJ: nincs)
- Üzizz Zümivel! (a zenék közben barátainknak üzenhetünk, s a csíkon megjelenik)
- Váratlan páros (minden műsorban egy férfi és egy nő hírességet hoznak össze egy közös programra; VJ: Ada, Zola)
- VIP Lista (magyar hírességek által összeállított kliplista; VJ: nincs)
- Viva Pop (popzenék minden mennyiségben; VJ: nincs)
- Viva Top (országok number one-jai; VJ: nincs)
- Viva Hits (Viva slágerek; VJ: nincs)
- Vaktöltény (VJ-k beszélgettek; VJ: Alex, Zsu, Lilu, Balázs, Philip)
- Vízóra (mint a Club Rotation, csak strandokon; VJ: Animal Cannibals)
- NagyKaland (VJ: Alex)
- Önkéntes Mérvadó (ismert emberek kedvenc klipjei)
- Izé (a csatorna pályafutásának elején ez volt a fő műsor, hasonlít az Interaktívhoz)
- Nővad-axe (Nővadász 2001 Lilu és Balázs)
- Da Ali G Show
- Megawatt (Simor Olivér, majd később Szendrey "Szasza" Zsolt)
- A nótás gasztrokonyha (zenés, jó hangulatú kültéri főzések ikonikus magyarországi helyszíneken; VJ: Fecske Fater)

### Toplisták
- Justin Bieber's Favorite Teen Stars
- Katy B's Club Warm Up
- James Arthur's Impossibly Good Hits
- Clean Bandit's Extraordinary Beats
- Rita Ora's Big Takeover
- Labrinth's Superstar Mixtape
- MTV Top 20
- Pixie Lott's Fresh Pop Anthems
- MTV Essentials
- Ariana Grande's Biggest Pop Collaborations
- Jessie J's Wild Ones
- Will.i.am's Robopop Top 10
- B.O.B's So Good Collaborations Top 10
- Nelly Furtado's The Bigger The Better Beats Top 10
- Nicki Minaj's Supabass Beats Top 10/20
- Bebe Rexha's Killer Collabs
- Zara Larsson's Lush Pop 20

### Egyéb műsorok
- Mindjárt Karácsony! (karácsonyi zenék bejátszása; VJ: nincs)
- Teleton (adománygyűjtő akció minden év decemberében a Tűzoltó Utcai Gyermekklinika részére; VJ: Eszti)
- Jön a Comet (általában a Comet-re jelölt előadók számait játsszák)

## Interaktív
A VIVA egykori élő műsora, az Interaktív az évek során gyakran változó arculattal rendelkezett. Az adás a csatorna megszűnése előtti időkben egy rumlis szobát imitáló stúdióban készült VJ Eszti és olykor VJ Marci vezetésével.
A műsoridő és -hossz az idő során többször változott, az eleinte három órás adás rövidült fokozatosan végül egy óra hosszúságúra.